# Cunégonde d'Autriche
 (août 2024).
Si vous disposez d'ouvrages ou d'articles de référence ou si vous connaissez des sites web de qualité traitant du thème abordé ici, merci de compléter l'article en donnant les références utiles à sa vérifiabilité et en les liant à la section « Notes et références ».
Cunégonde d'Autriche, née le 16 mars 1465 à Wiener Neustadt et morte le 6 août 1520 à Munich, est une archiduchesse de la maison de Habsbourg, la sœur de l'empereur Maximilien Ier. En tant qu'épouse du duc bavarois Albert IV, elle est duchesse consort de Bavière-Munich de 1487 à 1505, puis duchesse consort de Bavière de 1505 jusqu'à sa mort.

## Biographie
Cunégonde et son frère Maximilien sont les seuls enfants survivants de l'empereur Frédéric III et de son épouse Éléonore de Portugal. Sa mère est morte lorsqu'elle avait deux ans. Elle passe son enfance aux résidences de Wiener Neustadt et de Graz où elle a bénéficié d'une formation complète. En 1470, le roi de Hongrie Mathias Corvin demande sa main, mais l'empereur refuse. 

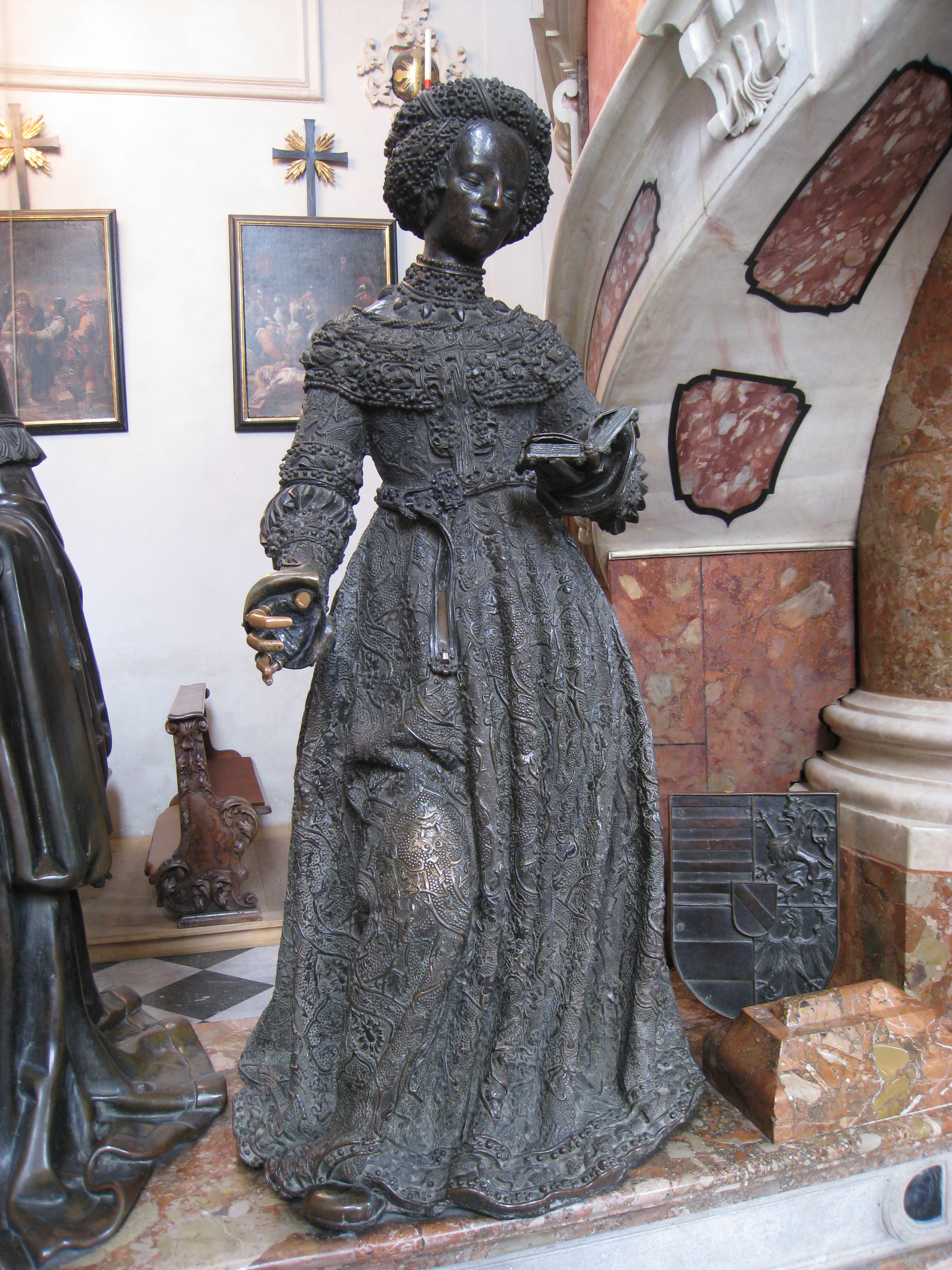
La statue de Cunégonde à la Hofkirche d'Innsbruck.

Sa première apparition en accompagnant son père remonte à 1480, date à laquelle le fief de Bavière-Landshut a été formellement accordé au nouveau duc bavarois Georges à Vienne. Pendant les conflits armés avec Mathias Corvin, Frédéric III envoie sa fille à la cour de son cousin Sigismond d'Autriche à Innsbruck. Là, elle rencontre le duc Albert IV de Bavière-Munich, de 18 ans son aîné. Le duc espère l'épouser pour accroître son pouvoir en Bavière. Cependant, après avoir occupé la ville libre de Ratisbonne, c'est contre la volonté de l'empereur que le mariage est célébré avec ruse au Hofburg d'Innsbruck le 2 janvier 1487. Grâce à la médiation de son frère Maximilien, Cunégonde et son mari ne sont pas au mis au ban de l'Empire. Néanmoins, la réconciliation n'a lieu qu'en 1492. 
Au cours de la guerre de Succession de Landshut, à partir de 1503, Albert IV devient le premier duc de la Bavière réunifiée. À la mort de son mari, Cunégonde exerce la corégence du duché jusqu'à la majorité de ses fils Guillaume IV et Louis X. Par la suite, elle quitte la cour, mais conserve une certaine influence sur la politique de la Bavière, en obtenant notamment des mesures favorables à ses autres enfants. Elle reste jusqu'en 1508 – date à laquelle elle se retire au couvent de Püttrich à Munich – en relations suivies avec son frère Maximilien Ier, empereur romain germanique, et d'autres souverains d'Europe.

## Descendance
Elle eut huit enfants de son époux Albert IV :
- Sidonie de Bavière (1er mai 1488 - 27 mars 1505) ;
- Sibylle de Bavière (16 juin 1489 - 18 avril 1519), qui épouse en 1511 Louis V, électeur palatin ;
- Sabine de Bavière (24 avril 1492 - 30 avril 1564), qui épouse en 1511 Ulrich VI, duc de Wurtemberg ;
- Guillaume IV de Bavière (13 novembre 1493 - 7 mars 1550) qui épouse en 1522 Marie-Jacobée de Bade-Sponheim ;
- Louis X, duc de Bavière (18 septembre 1495 - 22 avril 1545) ;
- Suzanne (1499 - 1500) ;
- Ernest (13 juin 1500 - 1560), archevêque de Salzbourg de 1540 à 1554, puis d'Eichstädt jusqu'en 1560 ;
- Suzanne de Bavière (2 avril 1502 - 23 avril 1543), qui épouse en 1518 Casimir, margrave de Brandebourg, puis en 1529 Othon-Henri, électeur palatin.